# Stonybreck

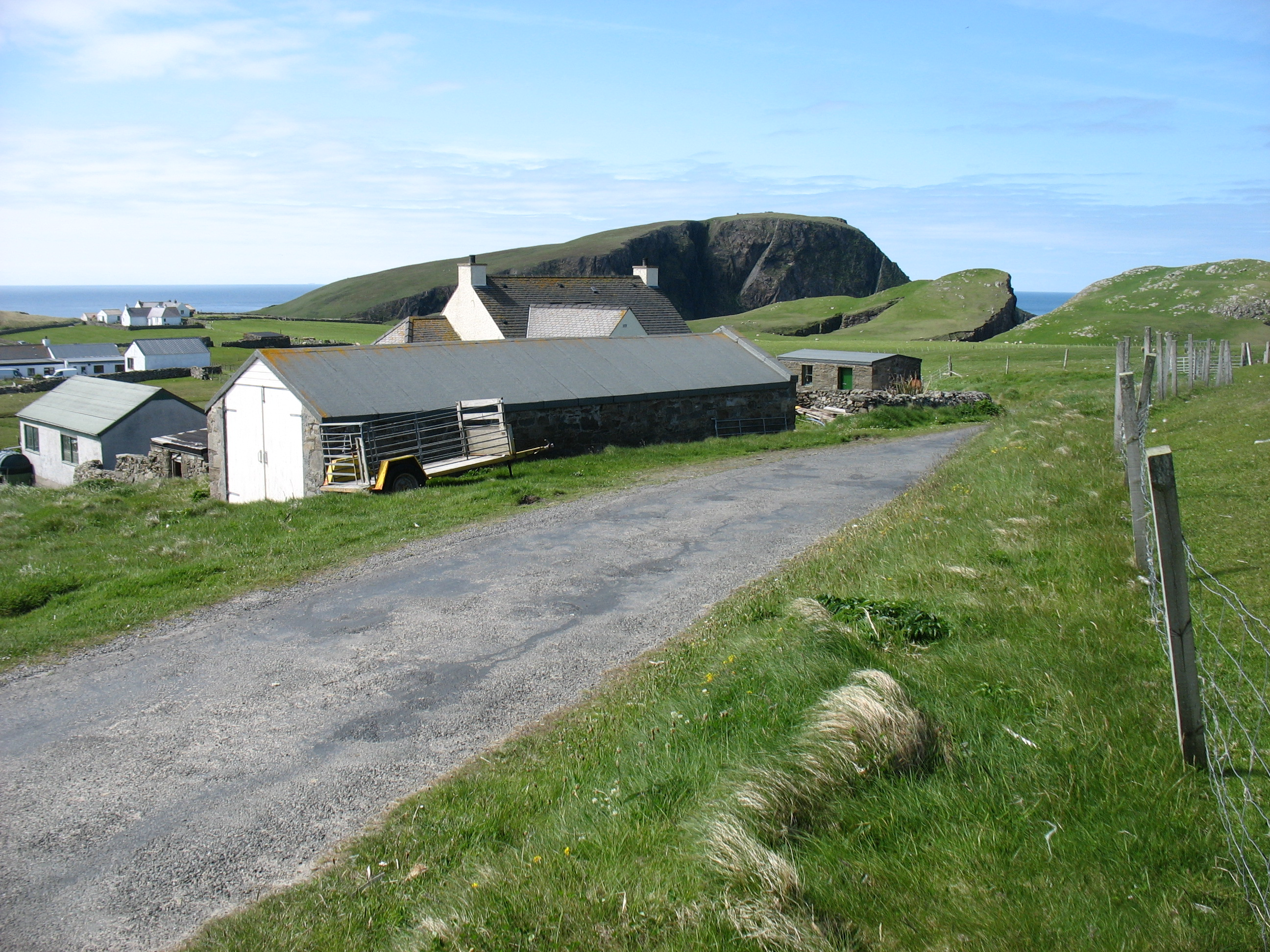
Blick auf den Ort

Stonybreck ist eine Ortschaft, die in Schottland im Süden der Shetlandinseln liegt.

## Geographie
Stonybreck bildet den Hauptort der Fair Isle. Es liegt dort etwa einen Kilometer nördlich des Hafens im Süden.

## Historisches
Im Rahmen der historischen Gliederung Schottlands in Civil Parishes zählt Stonybreck zu Dunrossness.